# Discografia dei Pentatonix

## Album in studio
| Titolo                                                                           | Dettagli dell'album                                                                  | Posizione in classifica | Posizione in classifica | Posizione in classifica | Posizione in classifica | Posizione in classifica | Posizione in classifica | Posizione in classifica | Posizione in classifica | Posizione in classifica | Posizione in classifica | Certificazioni              | Vendite         |
| Titolo                                                                           | Dettagli dell'album                                                                  | US                      | AUS                     | AUT                     | CAN                     | FRA                     | GER                     | JPN                     | NL                      | NZ                      | SWI                     | Certificazioni              | Vendite         |
| -------------------------------------------------------------------------------- | ------------------------------------------------------------------------------------ | ----------------------- | ----------------------- | ----------------------- | ----------------------- | ----------------------- | ----------------------- | ----------------------- | ----------------------- | ----------------------- | ----------------------- | --------------------------- | --------------- |
| PTX, Vols. 1 & 2                                                                 | - Released: July 30, 2014 (JPN) - Formats: CD, digital download - Label: RCA Records | —                       | 63                      | —                       | —                       | —                       | —                       | 6                       | —                       | —                       | —                       |                             |                 |
| PTX                                                                              | - Released: September 19, 2014 - Label: RCA Records - Formats: CD, digital download  | —                       | —                       | 20                      | —                       | 94                      | 34                      | —                       | —                       | —                       | 27                      |                             |                 |
| That's Christmas to Me                                                           | - Released: October 21, 2014 - Label: RCA Records - Formats: CD, digital download    | 2                       | 21                      | 11                      | 4                       | —                       | 96                      | —                       | 52                      | 23                      | 68                      | - RIAA: Platinum - MC: Gold | - US: 1,500,000 |
| — indica che il singolo non è entrato nelle classifiche in un determinato Paese. |                                                                                      |                         |                         |                         |                         |                         |                         |                         |                         |                         |                         |                             |                 |

## EP
| Titolo                                                                           | Dettagli dell'album                                                                               | Posizione in classifica | Posizione in classifica | Posizione in classifica | Posizione in classifica | Posizione in classifica | Posizione in classifica | Posizione in classifica | Posizione in classifica | Vendite        |
| Titolo                                                                           | Dettagli dell'album                                                                               | USA                     | AUS                     | AUT                     | BEL (FL)                | BEL (WA)                | CAN                     | FRA                     | NZ                      | Vendite        |
| -------------------------------------------------------------------------------- | ------------------------------------------------------------------------------------------------- | ----------------------- | ----------------------- | ----------------------- | ----------------------- | ----------------------- | ----------------------- | ----------------------- | ----------------------- | -------------- |
| PTX, Volume 1                                                                    | - Uscita USA: 26 giugno 2012 - Etichetta: Madison Gate Records - Formati: CD, digital download    | 14                      | —                       | —                       | —                       | —                       | —                       | —                       | —                       | - USA: 20,000  |
| PTXmas                                                                           | - Uscita USA: November 13, 2012 - Etichetta: Madison Gate Records - Formati: CD, digital download | 7                       | 78                      | 36                      | —                       | —                       | —                       | —                       | 35                      | - USA: 356,000 |
| PTX, Vol. II                                                                     | - Uscita USA: 5 novembre 2013 - Etichetta: Madison Gate Records - Formati: CD, digital download   | 10                      | —                       | —                       | 114                     | 113                     | —                       | 154                     | 35                      |                |
| PTX, Vol. III                                                                    | - Uscita USA: 23 settembre 2014 - Etichetta: RCA Records - Formati: CD, digital download          | 5                       | 19                      | —                       | —                       | —                       | 8                       | —                       | 19                      |                |
| — indica che il singolo non è entrato nelle classifiche in un determinato Paese. |                                                                                                   |                         |                         |                         |                         |                         |                         |                         |                         |                |

## Singoli
| Titolo                                                                           | Anno | Posizione in classifica | Posizione in classifica | Posizione in classifica | Posizione in classifica | Posizione in classifica | Album                   |
| Titolo                                                                           | Anno | US                      | AUT                     | CAN                     | FRA                     | NZ                      | Album                   |
| -------------------------------------------------------------------------------- | ---- | ----------------------- | ----------------------- | ----------------------- | ----------------------- | ----------------------- | ----------------------- |
| Gangnam Style (live)                                                             | 2012 | —                       | —                       | —                       | —                       | —                       |                         |
| Daft Punk                                                                        | 2013 | —                       | —                       | —                       | 105                     | —                       | PTX, Vol. II            |
| Little Drummer Boy                                                               | 2013 | 13                      | 8                       | 56                      | —                       | 38                      | PTXmas (Deluxe edition) |
| Royals                                                                           | 2013 | —                       | —                       | —                       | —                       | —                       | PTX, Vols. 1 & 2        |
| Say Something                                                                    | 2014 | —                       | —                       | 89                      | —                       | —                       | PTX, Vols. 1 & 2        |
| Happy                                                                            | 2014 | —                       | —                       | —                       | —                       | —                       |                         |
| Problem                                                                          | 2014 | —                       | —                       | —                       | —                       | —                       | PTX, Vol. III           |
| La La La                                                                         | 2014 | 103                     | —                       | —                       | —                       | —                       | PTX, Vol. III           |
| Mary, Did You Know?                                                              | 2014 | 26                      | 47                      | 44                      | —                       | —                       | That's Christmas to Me  |
| — indica che il singolo non è entrato nelle classifiche in un determinato Paese. |      |                         |                         |                         |                         |                         |                         |

## Video musicali
| Titolo                                   | Anno | Regista(i)             |
| ---------------------------------------- | ---- | ---------------------- |
| Starships                                | 2012 | Colin Duffy            |
| Aha!                                     | 2012 | Gabe Evans             |
| Carol of the Bells                       | 2012 |                        |
| Save the World / Don't You Worry Child   | 2012 | FifGen Films           |
| Radioactive                              | 2013 | FifGen Films           |
| Can't Hold Us                            | 2013 | FifGen Films           |
| Royals                                   | 2013 |                        |
| Daft Punk                                | 2013 | FifGen Films           |
| Cruisin' for a Bruisin'                  | 2013 | Ryan Parma             |
| Little Drummer Boy                       | 2013 | Sean Willis            |
| Angels We Have Heard on High             | 2013 |                        |
| I Need Your Love                         | 2013 | FifGen Films           |
| Run to You                               | 2014 | FifGen Films           |
| Valentine                                | 2014 | FifGen Films           |
| Say Something                            | 2014 | Aaron Joseph           |
| Love Again                               | 2014 | FifGen Films           |
| We Are Ninjas                            | 2014 | Melissa Bolton-Klinger |
| Problem                                  | 2014 | FifGen Films           |
| La La La                                 | 2014 |                        |
| Papaoutai                                | 2014 | Sherif Higazy          |
| Rather Be                                | 2014 |                        |
| White Winter Hymnal                      | 2014 | Sean Willis            |
| Winter Wonderland / Don't Worry Be Happy | 2014 | FifGen Films           |
| Mary, Did You Know?                      | 2014 | Laura Merians          |
| Silent Night (live)                      | 2014 | Lee Cherry             |
| Dance of the Sugar Plum Fairy            | 2014 | FifGen Films           |